# Discografia di Frank Zappa
La discografia di Frank Zappa conta oltre cento album, di cui molti postumi pubblicati dal Zappa Family Trust, nonché una serie di bootleg autorizzati dallo stesso artista (Beat the Boots). Zappa ha anche pubblicato più di trenta singoli e tre colonne sonore di film da lui diretti. Il primo album del chitarrista è Freak Out! del 1966 mentre l'ultima incisione in studio è Jazz from Hell, uscito nel 1986. L'album di maggior successo commerciale risulta essere Sheik Yerbouti del 1979.

## Album in studio
Con i Mothers of Invention 
- 1966 - Freak Out!
- 1967 - Absolutely Free
- 1968 - We're Only in It for the Money
- 1968 - Cruising with Ruben & the Jets
- 1969 - Uncle Meat
- 1970 - Burnt Weeny Sandwich
- 1970 - Weasels Ripped My Flesh
- 1973 - Over-Nite Sensation
- 1975 - One Size Fits All

 Solista 
- 1968 - Lumpy Gravy
- 1969 - Hot Rats
- 1970 - Chunga's Revenge
- 1972 - Waka/Jawaka
- 1972 - The Grand Wazoo
- 1974 - Apostrophe (')
- 1976 - Zoot Allures
- 1978 - Studio Tan
- 1979 - Sleep Dirt
- 1979 - Sheik Yerbouti
- 1979 - Joe's Garage
- 1981 - You Are What You Is
- 1982 - Ship Arriving Too Late to Save a Drowning Witch
- 1983 - The Man from Utopia
- 1983 - London Symphony Orchestra, Vol. 1
- 1984 - Boulez Conducts Zappa: The Perfect Stranger
- 1984 - Them or Us
- 1984 - Thing-Fish
- 1984 - Francesco Zappa
- 1985 - Frank Zappa Meets the Mothers of Prevention
- 1986 - Jazz from Hell
- 1987 - London Symphony Orchestra, Vol. 2
- 1994 - Civilization Phaze III
- 1996 - Läther
- 1999 - Everything Is Healing Nicely
- 2015 - Dance Me This
- 2015 - 200 Motels: The Suites

 Con Captain Beefheart 
- 1975 - Bongo Fury

## Album dal vivo
- 1971 - Fillmore East - June 1971 (con i Mothers of Invention)
- 1972 - Just Another Band from L.A. (con i Mothers of Invention)
- 1974 - Roxy & Elsewhere
- 1978 - Zappa in New York
- 1979 - Orchestral Favorites
- 1981 - Tinsel Town Rebellion
- 1981 - Shut Up 'n Play Yer Guitar
- 1986 - Does Humor Belong in Music?
- 1988 - Guitar
- 1988 - You Can't Do That on Stage Anymore, Vol. 1
- 1988 - You Can't Do That on Stage Anymore, Vol. 2
- 1988 - Broadway the Hard Way
- 1989 - You Can't Do That on Stage Anymore, Vol. 3
- 1991 - The Best Band You Never Heard in Your Life
- 1991 - You Can't Do That on Stage Anymore, Vol. 4
- 1991 - Make a Jazz Noise Here
- 1992 - You Can't Do That on Stage Anymore, Vol. 5
- 1992 - You Can't Do That on Stage Anymore, Vol. 6
- 1992 - Playground Psychotics
- 1992 - Ahead of Their Time (con i Mothers of Invention)
- 1993 - The Yellow Shark
- 2002 - FZ:OZ
- 2003 - Halloween
- 2006 - Imaginary Diseases
- 2006 - Trance-Fusion
- 2007 - Buffalo
- 2007 - The Dub Room Special
- 2007 - Wazoo
- 2008 - One Shot Deal
- 2008 - Joe's Menage
- 2008 - The Frank Zappa AAAFNRAAA Birthday Bundle
- 2009 - Philly '76
- 2010 - Hammersmith Odeon
- 2011 - Carnegie Hall (con i Mothers of Invention)
- 2012 - Road Tapes, Venue #1
- 2012 - AAAFNRAA Baby Snakes The Compleat Soundtrack
- 2013 - Road Tapes, Venue 2
- 2013 - A Token of His Extreme
- 2014 - Joe's Camouflage
- 2014 - Roxy By Proxy
- 2015 - Mudshark Live
- 2015 - Ahoy There! (Ahoy, Rotterdam/Netherlands, May 24, 1980)
- 2016 - Road Tapes, Venue 3
- 2016 - Chicago '78
- 2016 - Little Dots
- 2016 - Vancouver Workout
- 2017 - Halloween 77: The Palladium, NYC
- 2017 - Halloween 77: October 31, 1977 – The Palladium, NYC
- 2018 - The Roxy Performances
- 2018 - Zappa in New York 40th Anniversary
- 2019 - Halloween '73
- 2019 - Halloween '73 Highlights
- 2020 - The Mothers 1970
- 2020 - Halloween '81
- 2020 - Halloween '81 (Highlights from The Palladium, New York City)
- 2021 - Zappa '88: The Last U.S. Show
- 2022 - The Mothers 1971
- 2022 - Zappa/Erie
- 2022 - ZAPPA '75/Live in Zagreb, Ljubljana

## Singoli
- 1966 - How Could I Be Such a Fool? (con i Mothers of Invention)
- 1966 - Who Are the Brain Police? (con i Mothers of Invention)
- 1967 - Lonely Little Girl (con i Mothers of Invention)
- 1967 - Big Leg Emma (con i Mothers of Invention)
- 1967 - Son of Suzy Creamcheese (con i Mothers of Invention)
- 1968 - Motherly Love (con i Mothers of Invention)
- 1969 - WPLJ (con i Mothers of Invention)
- 1969 - My Guitar (con i Mothers of Invention)
- 1970 - Peaches en Regalia
- 1971 - Tears Began to Fall (con i Mothers of Invention)
- 1971 - Magic Fingers
- 1971 - What Will This Evening Bring Me This Morning
- 1972 - Eat that Question (con i Mothers of Invention)
- 1972 - Cletus Awreetus-Awrightus
- 1973 - I'm the Slime
- 1974 - Cosmik Debris
- 1974 - Don't Eat the Yellow Snow
- 1975 - Du Bist Mein Sofa (con i Mothers of Invention)
- 1976 - Find Her Finer
- 1976 - Disco Boy
- 1979 - Dancin' Fool
- 1979 - Bobby Brown
- 1979 - Joe's Garage
- 1980 - Stick It Out
- 1980 - I Don't Wanna Get Drafted
- 1981 - Love of My Life
- 1981 - Harder Than Your Husband
- 1981 - You Are What You Is
- 1981 - Valley Girl
- 1983 - The Man From Utopia Meets Mary Lou
- 1983 - Cocaine Decisions
- 1984 - Baby Take Your Teeth Out
- 1984 - The Girl in the Magnesium Dress
- 1988 - Sexual Harassment in the Workplace
- 1988 - Zomby Woof
- 1991 - Stairway to Heaven (Instrumental)

## Colonne sonore
- 1971 - 200 Motels
- 1983 - Baby Snakes (album dal vivo)
- 2015 - Roxy - The Soundtrack
- 2020 - Zappa: Original Motion Picture Soundtrack

## Antologie
- 1969 - The **** of the Mothers (attribuito ai Mothers of Invention)
- 1969 - Mothermania (con i Mothers of Invention)
- 1985 - The Old Masters, Box One
- 1986 - The Old Masters, Box Two
- 1987 - The Old Masters, Box Three
- 1991 - Beat the Boots (bootleg autorizzato)
- 1992 - Beat the Boots II (bootleg autorizzato)
- 1995 - Strictly Commercial
- 1996 - The Lost Episodes
- 1996 - Frank Zappa Plays the Music of Frank Zappa: A Memorial Tribute
- 1997 - Have I Offended Someone?
- 1997 - Strictly Genteel
- 1998 - Cucamonga
- 1998 - Cheap Thrills
- 1998 - Mystery Disc
- 1998 - Son of Cheep Thrills
- 2004 - Joe's Corsage
- 2004 - Joe's Domage
- 2004 - QuAUDIOPHILIAc
- 2005 - Joe's Xmasage
- 2009 - Beat the Boots III (bootleg autorizzato)
- 2009 - Lumpy Money Project/Object
- 2010 - Greasy Love Songs Project/Object
- 2010 - Congress Shall Make No Law...
- 2010 - The Frank Zappa AAAFNRAAAA Birthday Bundle 2010
- 2011 - The Frank Zappa AAAFNRAAAAAM Birthday Bundle 2011
- 2011 - Feeding the Monkies at Ma Maison
- 2012 - Understanding America
- 2012 - Finer Moments
- 2014 - The Frank Zappa AAAFNRAA Birthday Bundle 21.12.2014
- 2016 - The Crux of the Biscuit Project/Object
- 2016 - Frank Zappa for President
- 2016 - ZAPPAtite
- 2016 - Meat Light (con i Mothers of Invention)
- 2020 - A Very Zappa Birthday EP
- 2022 - Waka/Wazoo

## Lavori correlati
- Trout Mask Replica (Captain Beefheart & His Magic Band) (1969) (Zappa produttore)
- Permanent Damage (the GTOs) (1969) (Zappa produttore)
- King Kong: Jean-Luc Ponty Plays the Music of Frank Zappa (Jean-Luc Ponty) (1970) (Zappa autore delle musiche)
- For Real! (Ruben And The Jets) (1973) (Zappa produttore)
- Good Singin' Good Playin' (Grand Funk Railroad) (1976) (Zappa produttore)
- Touch Me There (L. Shankar) (1979) (Zappa produttore)
- Havin' a Bad Day (Dweezil Zappa) (1986) (Zappa co-produttore)

## Altri (parziale)
- The BRT Big Band Plays Frank Zappa (BRT Big Band) (1990)
- Yahozna Plays Zappa (Yahozna) (1992)
- Zappa's Universe - A Celebration Of 25 Years Of Frank Zappa's Music (Joel Thorne/Orchestra of Our Time) (1993)
- Who Could Imagine? (the Grandmothers) (1994)
- Harmonia Meets Zappa (Harmonia Ensemble) (1994)
- Music By Frank Zappa (Omnibus Wind Ensemble) (1995)
- Frankincense: The Muffin Men Play Zappa (Muffin Men) (1997)
- Frank You, Thank! - Tributo italiano a Frank Zappa - Vol. 1 (Artisti vari) (1999)
- Eating the Astoria, live in London (the Grandmothers) (1994)
- Frankly A Cappella (The Persuasions) (2000)
- The Zappa Album (Ensemble Ambrosius) (2000)
- Bohuslän Big Band plays Frank Zappa (Bohuslän Big Band) (2000)
- Frank You, Thank! - Tributo italiano a Frank Zappa - Vol. 2 (Artisti vari) (2002)
- Zappa: Greggery Peccary & Other Persuasions (Ensemble Modern) (2003)